# Adam Pohl
Adam Pohl (pseud. Wincenty, ur. 10 grudnia 1895 w Mosinie, zm. 28 lipca 1954 w Śremie) – polski piekarz, leśnik, powstaniec wielkopolski, żołnierz Armii Krajowej, ofiara komunistycznych represji. 

## Życiorys
Pochodził z rodziny urzędnika miejskiego Edwarda Pohla (burmistrza Kórnika) i Marii z Gierlińskich (córki powstańca styczniowego). Zdobył zawód piekarza-cukiernika. Był członkiem Towarzystwa Gimnastycznego „Sokół”.
Służył w armii pruskiej na terenie Alzacji i Lotaryngii, ale pod koniec I wojny światowej, gdy wybuchło powstanie wielkopolskie, przedostał się do Wielkopolski i zaciągnął do Kompanii Kórnickiej, z którą m.in. wyzwalał Śrem. Za udział w powstaniu odznaczono go Krzyżem Waleczności Ochotnika Wojsk Wielkopolskich, Medalem Niepodległości oraz Odznaką Pamiątkową Wojsk Wielkopolskich.
Po odzyskaniu przez Polskę niepodległości pracował jako piekarz i bankowiec. Był właścicielem hotelu i restauracji, a także burmistrzem Nowego Tomyśla. W 1934 zamieszkał w Poznaniu i zatrudnił się jako kasjer w Dyrekcji Lasów Państwowych. Do 1939 pracował w Nadleśnictwie Sieraków (był tam sekretarzem). Ewakuował się po napaści Niemiec na Polskę, ale jeszcze we wrześniu 1939 powrócił do Sierakowa, gdzie został natychmiast aresztowany przez Niemców w charakterze zakładnika. Udało mu się uciec do Drawska, gdzie zatrudnił się u Niemca, Hassego w tartaku.
W Drawsku rozpoczął działalność konspiracyjną. Był założycielem dwóch organizacji niepodległościowych: "Władysław Sikorski" i "Puszcza Międzychodzka". Obie zostały z czasem włączone w struktury Armii Krajowej. Był dowódcą pionu administracji cywilnej Obwodu Czarnkowskiego AK. W sierpniu 1944 wywieziono go na przymusowe roboty przy budowie fortyfikacji koło Włocławka. W styczniu 1945 wrócił do Drawska. Po ucieczce Niemców natychmiast przystąpił do organizowania polskiej administracji terenowej w tej miejscowości oraz pomocy humanitarnej i medycznej, najpierw dla wysiedlanych Niemców, a potem dla napływających z wysiedleń Polaków i osadników. Stworzył lokalną straż obywatelską.
Po powrocie do rodzinnej Mosiny był szykanowany przez Urząd Bezpieczeństwa Publicznego z uwagi na swoją przynależność do Armii Krajowej. W 1953 aresztowano go na dworcu w Szczecinie. Był przesłuchiwany i torturowany w tamtejszym więzieniu, co spowodowało gwałtowne pogorszenie się jego stanu zdrowia. Mimo intensywnego leczenia szpitalnego w Śremie zmarł w 1954. Pochowano go na cmentarzu parafialnym w Mosinie.

## Rodzina
Jego żoną była Helena z Jaworskich (ur. 1895). Miał trzech synów – Marcelego (ur. 1922), Józefa (1927-1992) oraz Zygmunta (ur. 1933), jak również czterech braci – Józefa, Jana, Mariana i Stanisława, który zginął w walkach powstańczych pod Zbąszyniem. Cała rodzina wyznawała wartości patriotyczne i brała udział w działalności podziemnej.